# Exacerbatie
Exacerbatie is een medische term voor toename van ziektesymptomen. Hij wordt gebruikt voor chronische aandoeningen die een wisselende mate van activiteit vertonen. Er wordt van een exacerbatie gesproken als de ziekte meer actief wordt, na een tijdlang weinig of geen activiteit te hebben vertoond. Soms wordt ook het werkwoord exacerberen gebruikt. Het Latijnse werkwoord exacerbo betekent: verbitteren.
Het tegenovergestelde van exacerbatie is remissie.